# 檸檬 〜影絵亭ノスタルジヤ〜
『檸檬 〜影絵亭ノスタルジヤ〜』（れもん かげえていノスタルジヤ）は、2000年4月14日に13cmから発売された18禁アドベンチャーゲームである。
前日譚である『かなりあ』は、13cmおよびその姉妹ブランドの各作品におまけとして収録されたのち、本作とのセット商品である『檸檬・かなりあ』として2003年6月27日に発売された。
本作では、『かなりあ』についても解説する。

## ゲームシステム

### 檸檬 〜影絵亭ノスタルジヤ〜
ゲームは主人公である隆一郎が影絵亭を訪れるところから一日が始まり、まずは女給として勤務するヒロインたちと交流する。
カフェでの交流が終わると、カフェにいるヒロインたちの中から夜の相手を選択し、そこからプレイを選択する。プレイの内容はヒロインたちのセリフでほのめかされる。
プレイの種類はヒロインたちとの交流の度合いによって増えるほか、同じプレイでも回数によってシナリオの展開が異なる。

## あらすじ

### 檸檬 〜影絵亭ノスタルジヤ〜
大正時代の東京にて物書きで生計を立てる相馬隆一郎は、叔父の経営するカフェ・影絵亭の常連客でもあった。
ある日、彼は叔父から影絵亭の経営権を譲渡されると同時に、女給からこの店が娼館であることを知らされる。

### かなりあ
第一話
『注射器2』に付属
没落華族の娘・可南子は、成金の家のメイドとなるが、そこでほかのメイドたちからいじめを受ける。
第二話
『淫乱OL悶え泣く』に付属
可南子は、主人から両親に身売りされたと告げられる。ショックを受ける彼女に対し、主人は可南子をいたぶって愉しむのであった。
第三話
『DEVOTE2』に付属。
つらい仕打ちに耐えられずに屋敷から逃げた可南子は、春を売って生計を立てるしかなかった。

## 登場人物
相馬隆一郎
本作の主人公。

### 女給たち
桐生咲枝
おっとりした性格をしている。男への奉仕を天職としており、淫靡な女として夜の相手を楽しむ。
李明夏
隆一郎のよき理解者。元々は孤児で、金持ちの性奴隷として飼われていた過去を持つ。
楠本雪緒
隆一郎の作品のファンで、彼のことを先生と呼んで慕う。好奇心旺盛かつ思い込みが激しい。
影絵亭の女給たちの中では、隆一郎とかかわるまで処女だった。
カレン
隆一郎を兄のように慕う。女給たちの中では最年少であり、見た目も幼いが、性技にたけている。また、努力家でもあり、相手の悦ぶためなら手段を択ばない。その一方、受けに回るととたんに弱くなる。
美郷可南子
没落華族の娘で、旧姓は大近木。成金の家でメイドをしていた際のつらい過去から、女を性的な対象として見る男に嫌悪感を抱くと同時に、その男で生計を立てている自身に対しても嫌悪している。このため、普段から無愛想な態度が目立ち、夜の相手を十分に果たせないことから、娼館を追い出されることが絶えなかった。
2005年に発売された『僕は天使じゃないよ』にも名前だけ出ている。

## 開発
本作は、シナリオ担当のうつろあくたが「『DEVOTE』で『女の子のところに行ってエッチなことをする』というパターンを、自分の好きな大正風の言い回しに置き換えて実行したい」と考えたことがきっかけで作られた。本作は大正時代を舞台としているが、あえて時代考証はせず、雰囲気を重視した作品としてつくられた。
本作の原画はさっぽろももこが担当したが、うつろと直接顔を合わせたのは開発後のことであった。
うつろは『かなりあ』について、「小規模な分、すべてに目が届き、自分の書きたい文書に一番近かったため、一番思い出に残っている。」と振り返っている。